# Psammis longisetosa
Psammis longisetosa is een eenoogkreeftjessoort uit de familie van de Pseudotachidiidae. De wetenschappelijke naam van de soort werd in 1910 voor het eerst geldig gepubliceerd door Georg Ossian Sars.